# Tehnični pregled vozila
Tehnični pregled je pregled, kjer usposobljena oseba pregleda vitalne dele vozila. Ta lahko tehnični pregled potrdi kot uspešen ali zavrne na osnovi pomanjkljivosti.
Na tehničnih pregledih se pregledujejo:
-zavore: razlike v sili zaviranja na levih in desnih zavorah morajo biti minimalne, same sile pa ne smejo biti premajhne,
-podvozje: volanski končniki, kolesni premniki in kolesni ležaji ne smejo vsebovati zračnosti, saj prisotnost le-te lahko povzroči izgubo nadzora nad vozilom pri večjih hitrostih,
-svetila: vsa svetila morajo svetiti brez izjem (pozicijske luči, dolge/kratke luči, smerokazi, zavorna luč, luči za vzvratno vožnjo, meglenke...),
-obvezna oprema: vsako vozilo mora vsebovati osnovno opremo, kot so: trikotnik, prva pomoč, rezervne žarnice in po potrebi zimske verige ter orodje za zamenjavo koles.
-pnevmatike: poznamo tri vrste pnevmatik, ki se uporabljajo skozi vso leto; zimske pnematike (minimalno morajo imeti 4 mm globine profila), letne pnevmatike (minimalno 2 mm globine profila) in pa zimsko-letne oziroma M+S( mud + snow ) pnevmatike (minimalno morajo imeti 4mm profila), dimenzije pnevmatik določi proizvajalec in jih praviloma ne nadomeščamo z drugimi, razen če nam je to dovoljeno na osnovi homologacijskih pravil,
-izpuh ter izpušni plini: vsako vozilo preko izpuha izloča določen delež škodljivih plinov, ki nastajajo bodisi zaradi slabega razmerja med zrakom in gorivom, slabo kvaliteto goriva itd. Med njimi so najškodljivejši oglikov monoksid ter dušikov monoksid.
Vse neserijske modifikacije na izpuhu, pnevmatikah, platiščih, motorju, podvozju ali karoseriji moramo sporočiti na tehničnem pregledu, kjer nam izdajo homologacijski karton, kjer se te modifikacije vpišejo, če se držijo homologacijskih pravil. Kompatibilnost modifikacij pa oceni pooblaščena oseba.
V nekaterih državah (ZDA...) se tehnični pregled opravi samo takrat, ko se vozilo prvič registrira. Od takrat naprej je lastnik sam odgovoren za tehnično brezhibnost svojega vozila.